# Хенинг фон Тресков
Хенинг фон Тресков (на немски: Henning von Tresckow) е германски генерал-майор от Вермахта, участвал в опита за убийство на фюрера Адолф Хитлер от 20 юли 1944 г.
Той се опитва да убие Хитлер на 13 март 1943 г. и изготвя плана на операция Валкирия за държавен преврат срещу нацисткото правителство. Описан от Гестапо като „основен двигател“ и „зъл дух“ зад заговора от 20 юли. Самоубива се след неуспеха на заговора.

## Произход и образование
Тресков е роден в Магдебург в благородническо семейство от Бранденбургския регион на Прусия с 300 години военна традиция, която осигурява на Пруската армия 21 генерали. Баща му Херман Хенинг фон Тресков, по-късно генерал от кавалерията, присъства на коронацията на Кайзер Вилхелм I като император на новата Германска империя във Версай през 1871 г. Майка му, Мария Агнес, е най-малката дъщеря на граф Роберт Зедлиц-Тютцшер, пруски министър на образованието.
Хенинг фон Тресков получава по-голямата част от ранното си образование от преподаватели в отдалечено селско имение на семейството му. От 1913 до 1917 г. учи в гимназията в град Гослар. Той се присъединява към 1-ви полк за охрана като кадет офицер на 16-годишна възраст и става най-младият лейтенант в армията през юни 1918 г. Във втората Битка при Марна (1918), той получава Железен кръст втора степен за изключителна смелост и независими действия срещу врага. По това време граф Зигфрид фон Еленберг, командирът на 1-ви полк от пехотата, предсказва: „Вие, Тресков, или ще станете началник на Генералния щаб, или ще умрете като бунтовник“.

## Кариера
След Първата световна война, Тресков остава в известния пехотен полк 9 на Потсдам и участва в потушаването на спартакисткото движение през януари 1919 г., но напуска армията на Ваймарската република през 1920 г., за да учи право и икономика. Работи в банка и през 1924 г. се отправя на световно пътешествие във Великобритания, Франция, Бразилия и Източните щати на САЩ, преди да трябва да се откаже, за да се грижи за семейните си имущества. Като член на много известни пруски семейства, Тресков се жени за друго семейство с дългогодишни военни традиции. През 1926 г. се жени за Ерика фон Фалкенхайн, дъщеря на Ерих фон Фалкенхайн, началник на Генералния щаб от 1914 до 1916 г. и се връща на военна служба, спонсориран от фелдмаршал Паул фон Хинденбург. Въпреки това, той не е типичен пруски офицер. Носи униформата само когато е абсолютно необходима и не харесва уреждането на армията. Тресков говори няколко езика, включително английски и френски.
През 1934 г. Тресков започва обучение в Генералния щаб във военната академия и завършва като най-добър от класа от 1936 г. Той е назначен в първия отдел на Генералния щаб (операции), където работи в тесен контакт с генералите Лудвиг Бек, Вернер фон Фрич, Адолф Хойзингер и Ерих фон Манщайн.
По-късно през 1939 г. и през 1940 г. служи като втори генерален офицер на армия А на Герд фон Рундщет и Ерих фон Манщайн, завършващ с нахлуването във Франция през пролетта на 1940 г. Тресков играе роля в приемането на плана Манщайн, който се оказва толкова успешен във френската кампания. Бившият полковник на Тресков Рудолф Шмунд е главният военен помощник на Хитлер и чрез канала „Тресков-Шмунд“ планът Манщайн, след като е отхвърлен от Върховното командване на армията, привлича вниманието на Хитлер. Той също така казва, че работи за самия план на Манщайн като заместник на Гюнтер Блументрит. След падането на Франция, Тресков не споделя еуфорията, която разтърсва Нацистка Германия и води Хитлер до върха на популярността си. През октомври той казва в Париж на секретар: „Ако Чърчил може да принуди Америка да се присъедини във войната, ние бавно, но със сигурност ще бъдем смазани от материалното превъзходство.“
От 1941 до 1943 г. работи за фелдмаршал Федор фон Бок, братовчед на съпругата му, а по-късно и фелдмаршал Гюнтер фон Клуге като главен оперативен офицер на Центъра за германска армейска група в операция Барбароса – нахлуването в Съветския съюз. Впоследствие, през октомври и ноември 1943 г. служи в битка като командващ офицер от Гренадиерския полк 442, защитавайки западния бряг на река Днепър в Украйна. От декември 1943 г. до смъртта си през 1944 г. е началник на щаба на 2-ра армия в областите, които сега са Беларус и Източна Полша.

## „Heuaktion“
Като началник на щаба на 2-ра армия, Тресков подписва заповед на 28 юни 1944 г. за отвличане на полски и украински деца в т.нар. Heuaktion. Между 40 000 и 50 000 полски и украински деца на възраст между 10 и 14 години са отвлечени за принудителната работна програма на Нацистка Германия. В заповедта се чете: „При операции срещу банди момчета и момичета, които са на възраст между 10 и 13 години, които са физически здрави и чиито родители не могат да се намерят, или които като лица, които не могат да работят, трябва да бъдат изпратени в определената област за останалите семейства (отпадъците трябва да бъдат изпратени в Райха)“.
Отвлечените деца са използвани като работници в организацията „Тодт“, в заводите на Junker и в немските занаяти като част от операция за „понижаване на биологичната сила“ на враговете на Нацистка Германия.
Отвличането на деца от Нацистка Германия е класифицирано от Трибунала в Нюрнберг като част от системна програма за геноцид. Алфред Розенберг, който също е подписал документите за „Heuaktion“, е признат за виновен от трибунала в Нюрнберг и подписването му на документа е споменато в окончателната присъда.

## Опозиция срещу Хитлер
Макар че първоначално е ентусиазиран поддръжник на националсоциализма, защото се противопоставя на Версайския договор, той бързо се разочарова през 1934 г., когато Шуцщафел (SS) избива много лидери на Щурмабтайлунг (SA) и политически опоненти, включително двама генерали, в Нощта на дългите ножове (30 юни до 2 юли 1934 г.). Тресков гледа на Кристалната нощ (държавен национален погром над евреите) като лично унижение и влошаване на цивилизацията. По този начин той търси цивилни и офицери, които да се противопоставят на Хитлер, като например Ервин фон Вицлебен, който разубеждава Тресков да се оттегли от армията, като твърди, че ще е необходим, когато дойде денят на преброяването. До лятото на 1939 г. той казва на брат си Фабиан фон Шлабрендорф, че „както задължението, така и честта ни искат да направим всичко възможно, за да доведем падането на Хитлер и националсоциализма, за да спасим Германия и Европа от варварство.“
Когато Тресков научава за масовото убийство на хиляди евреи в Борисов, Тресков привлича на своя страна фелдмаршал Федор фон Бок: „Никога не може да се случи такова нещо отново, а ние трябва да действаме сега, имаме власт в Русия!“ В края на септември 1941 г. Тресков изпраща своя специален офицер Шлабрендорф в Берлин, за да се свърже с опозиционните групи и да обяви, че персоналът на армейския център е „подготвен да направи всичко“. Този подход, направен на върха на германското разширяване и антихитлеровата опозиция, представлява първата инициатива, идваща от фронта и от армията, както отбелязва Улрих фон Хасел в дневника си. Шлабрендорф продължава да служи за връзка между центъра на армията и опозиционния кръг около генерал Лудвиг Бек, Карл Фридрих Гьорделер и полковник Ханс Остер.

## Заговор от 20 юли
Заговорниците разчитат повече на резервната армия в Берлин и други области, за да организират преврат срещу германското правителство. Олбрихт предлага нова стратегия за провеждане на преврат срещу Хитлер. Резервната армия разполага с оперативен план, наречен „Операция Валкирия“, който трябва да се използва в случай че разрушението, причинено от бомбардировките в Германия, предизвика разрив в закона и реда или въстание на милионите роби от окупираните страни, които се използват в германските фабрики. Олбрихт предлага този план да бъде използван за мобилизиране на резервната армия, за да поеме контрола над германските градове, да обезоръжи СС и да арестува нацисткото ръководство, след като Хитлер бъде убит. През август и септември 1943 г. Тресков е в болнични в Берлин, за да изготви „преразгледания“ план на Валкирия с фини подробности и точни графици. Ревизирани заповеди и допълнителни прокламации, които биха заложили вината за въстанието на нацистката партия, са написани от съпругата на Тресков Ерика и неговата секретарка, графиня Маргарете фон Овен, която носи ръкавици, за да не оставя пръстови отпечатъци. Тези документи от 1943 г. са възстановени от руснаците след войната и публикувани през 2007 г., показвайки централната роля на Тресков в заговора и идеалистичните мотиви на съпротивата в онова време. Познаването на еврейския холокост е основен импулс за много участващи.
Но когато Тресков е назначен за командир на батальон на Източния фронт през октомври 1943 г., той вече не е в състояние активно да планира или да извърши преврата. Дори промоцията му месец по-късно на началник на щаба на Втората армия не го доближава. За да получи достъп до Хитлер, той предлага на своя стар другар, генерал Рудолф Шмунд, главен помощник на Хитлер и шеф на армията, да създаде нов отдел за психологическа и политическа война, за да оценява данните и да докладва пряко на Фюрера. Шмунд, който все още е добре настроен към стария си приятел, но подозира, че Тресков не одобрява Фюрера, тихичко оставя въпроса да отпадне. Тресков също кандидатства за делегат на генерал Адолф Хойзингер във Върховното командване на армията по време, което също ще му даде достъп до срещите с Хитлер, но Хойзингер, който по-рано е привлечен от заговорниците, го отхвърля очевидно по същата причина.
Полковник Клаус фон Щауфенберг, който се среща с Тресков през август 1943 г. и работи заедно за преразглеждане на операция Валкирия, поема отговорността за планирането и изпълнението на убийството на Хитлер. По времето, когато Щауфенберг е назначен за началник на щаба на резервната армия и е готов да извърши опита за убийство, съюзниците вече са дебаркирали в Нормандия. Когато Щауфенберг изпраща послание до Тресков чрез Лендорф, за да попита дали има някакъв смисъл в опита, тъй като няма никаква практическа цел, Тресков го призовава не само да се опита да го убие, но и да продължи с преврата в Берлин, дори ако убийството се провали. Той твърди, че трябва да има явен акт на германска опозиция срещу Хитлер, независимо от последствията. Той също така казва на Филип фон Боселагер и на Маргарете фон Овен, че ежедневно убиват 16 000 души не в битка, а Хитлер трябва да бъде убит, само за да се сложи край. Няколко дни преди опита за преврат, Тресков казва на приятел, че „по всяка вероятност всичко ще се обърка“. На въпроса дали това действие е необходимо, той отговоря: „Да, дори и така“.

## Смърт
Когато опитът за убийство на Хитлер и последващият преврат в Берлин се провалят, Тресков решава да извърши самоубийство на фронта в с. Кролови Мост на 21 юли 1944 г. Неговите думи на раздяла с Шлабрендорф са:
„Целият свят ще ни критикува сега, но все още съм напълно убеден, че постъпихме правилно. Хитлер е огромен враг не само на Германия, но и на света. Когато след няколко часа отида пред Бога, за да разбера какво съм сторил, знам, че ще мога да оправдая това, което направих в борбата срещу Хитлер. Бог обещал на Авраам, че няма да унищожи Содом, ако в града могат да бъдат намерени само десет праведници, и затова се надявам, че заради нас Бог няма да унищожи Германия. Никой от нас не може да се оплаче, че е умрял, защото всеки, който се е присъединил към нашите редици, е облечен в робата на Несус.“
За да защити други съзаклятници, той стреля по появата на партизанска атака, като изстрелва всички патрони на пистолетите си, а след това се взривява, като държи ръчна граната под брадичката си. Хенинг фон Тресков е погребан в семейния дом във Вартенберг. Когато нацистите научават за връзките му със заговора в края на август, тялото му е ексхумирано и пратено в крематориума в концентрационния лагер Захсенхаузен. Съпругата му е арестувана на 15 август, а децата ѝ са отведени под нацистката политика на Sippenhaft (споделена семейна вина), но в началото на октомври тя е освободена и оцелява през войната.